# Каспар фон Фрундсберг-Минделхайм
Каспар фон Фрундсберг-Минделхайм (на немски: Kaspar von Frundsberg Herr zu Mindelheim; * 5 юли 1501; † 31 август 1536, Минделхайм) е фрайхер на Фрундсберг в Тирол и господар на Минделхайм в Швабия.

## Произход и управление
Той е най-големият син (от 9 деца) на Георг фон Фрундсберг (1473 – 1528), господар на Минделхайм, водач на ландскнехтите, и първата му съпруга Катарина фон Шрофенщайн († 1518), дъщеря на Освалд фон Шрофенщайн и Пракседис фон Волкеншайн. Баща му се жени втори път на 11 септември 1519 г. за Анна фон Лодрон († 1556). Внук е на рицар Улрих фон Фрундсберг († 1501) и Барбара фон Рехберг-Минделхайм († 1506), дъщеря на Беро I фон Рехберг († 1462) и Барбара фон Ротенбург († 1462). Баща му е брат на Улрих фон Фрундсберг († 1493), княжески епископ на Тренто (1488 – 1493).
Каспер и баща му са командири в императорската войска на Карл V в походите срещу папа Климент VII и присъства при грабежа на Рим на 6 май 1527 г. Той играе важна роля в победата на баща му над французите. Той има също важна роля при защитата на Павия през 1525 г., където френският крал Франсоа I е заловен. През средата на 1528 г. Каспер се завръща в родината си.
Каспар остава верен на императора през следващите години. Карл V се консултира с него през 1532 г. за събирането на армия срещу турците. Когато войната срещу Франсоа I отново се разразява през 1536 г., Каспар отново трябва да поведе войски към Италия. По време на подготовката за войната обаче той се разболява тежко. Умира na 35 години в Минделхайм на 31 август 1536 г. Според единствения надежден доклад смъртта му не е резултат от треска, а от инсулт.
Линията на господарите на Фрундсберг завършва със смъртта на синът му Георг през 1586 година.

## Фамилия
Каспар фон Фрундсберг-Минделхайм се жени на 2 май 1529 г. за Маргарета фон Фирмиан († сл. 1548). Те имат децата:
- Катарина фон Фрундсберг (* 1530; † 27 април 1582), омъжена I. 1550 г. за Хайнрих фон Валдбург-Волфег-Цайл (* 1527; † 24 септември 1562), II. на 23 септември 1572 г. за граф Ото Хайнрих фон Шварценберг (* 15 ноември 1535; † 11 август 1590, Мюнхен)
- Паула фон Фрундсберг (* 1532; † сл. 1547)
- Георг фон Фрундсберг-Минделхайм (* 1533; † 1 ноември 1586), фрайхер, женен 1564 г. за графиня Барбара фон Монфор-Тетнанг († 2 декември 1592), бездетен
- Улрих фон Фрундсберг (1534 – 1537)
- Каспар фон Фрундсберг (1536 – 1537)